# 後藤厚宏
後藤 厚宏（ごとう あつひろ、1956年 - ）は、日本の計算機科学者。情報セキュリティ大学院大学学長。専門は知識情報システム。工学博士（東京大学、1984年）。新潟県出身。

## 略歴

### 学歴
- 1979年　東京大学工学部電子工学科卒業
- 1984年　東京大学大学院工学系研究科情報工学専攻博士課程修了、工学博士（学位論文は「ゴール書き換えモデルに基づく高並列推論エンジンPIE」）

### 職歴
- 1984年　日本電信電話公社 入社　技術企画本部
- 1984年　新世代コンピュータ技術開発機構に出向[1]
- 1993年　日本電信電話株式会社　ソフトウェア研究所　研究企画部　主任研究員
- 1994年　日本電信電話株式会社　ソフトウェア研究所　広域コンピューティング研究部　主任研究員　（パロアルト）
- 1995年　日本電信電話株式会社　ソフトウェア研究所　広域コンピューティング研究部　主幹研究員
- 2002年　日本電信電話株式会社　情報流通プラットフォーム研究所　次世代コミュニケーション基盤プロジェクトマネージャー
- 2007年　日本電信電話株式会社　情報流通プラットフォーム研究所　所長
- 2010年　日本電信電話株式会社　サイバースペース研究所　所長
- 2011年　情報セキュリティ大学院大学　教授
- 2014年　情報セキュリティ大学院大学　情報セキュリティ研究科長
- 2017年　情報セキュリティ大学院大学　学長